# Анфим (Алексиадис)
Митрополит Анфим Алексиадис (греч. Άνθιμος Αλεξιάδης; около 1812 — 1 сентября 1884) — епископ Константинопольской православной церкви, митрополит Дабробосанский (1873—1880).

## Биография
Родился около 1812 года в районе Вафиохори (Boyacıköy) на Босфоре в греческой семье.
Служил архидиаконом в Эфесской митрополии. В октябре 1855 года был рукоположён в епископа Велешского с возведением в сан митрополита. 12 июля 1862 года он отправился из Стамбула в Велес. 25 марта 1863 года был избран членом Великого Патриаршего совета от клира и 24 апреля отправился в столицу в качестве члена Священного синода. В 1863 году он был среди синодальных архиереев Патриархата в послании патриарха Константинопольского Иоакима к христианам Трикерской Экзархии по случаю её закрытия. 4 декабря 1865 года он вернулся в свою епархию.
В конце 1860-х годов в Велешском муниципалитете складывается полная нетерпимость к владыке Анфиму. В день святого николая 1868 года делегация муниципалитета из шести человек во главе с Димитром Карамфиловичем, приглашает Анфима и требует от него более не поминать за богослужением имени Константинпольского патриарха, но он отказался и, следовательно, служба была проведена болгарскими городскими священниками, что знаменовало раскол в Велесе. В июне 1869 года Анфим был вынужден уйти в отставку после поданных муниципалитетом жалобы турецким властям в Битоле.
27 ноября 1872 года был избран митрополитом Софийским в юрисдикции Константинпольского патриархата. Но из-за болгарского раскола он так и не прибыл в свою епархию.
22 декабря 1873 года был избран митрополитом Дабро-Боснийким. Был последним греком-фанариотом на данной кафедре. После оккупации Боснии Австро-Венгрией в 1880 году согласно конвенции между Австро-Венгрией и Константинопольским патриархатом, Анфим уступает место сербу Савве (Косановичу).
Скончался 1 сентября 1884 года в Вене